# Саставци
Саставци су сеоска месна заједница која припада општини Прибој. Седиште ове месне заједнице се налази у насељеном месту Међуречје, које припада општини Рудо (Република Српска, БиХ). Међуречје је са свих страна окружено територијом Републике Србије и прибојском и месном заједницом Саставци. МЗ Саставци обухвата насељена места: Касидоле, Батковиће, Херцеговачку Голешу, Пожегрмац и Црнуговиће. По попису из 2011. године на подручју ове месне заједнице живело је 1.029 становника.
Овде се налази ОШ „9. мај” Саставци.